# Ordine di Al Nahyan
L'Ordine di Al Nahyan è un ordine cavalleresco dell'emirato di Abu Dhabi, uno degli stati degli Emirati Arabi Uniti.

## Classi
L'Ordine dispone delle seguenti classi di benemerenza:
- Gran Cordone
- Gran Commendatore
- Commendatore
- Ufficiale
- Membro

## Insegne
- Il nastro è rosso scuro con bordi rossi e bianchi.